# Pétery Károly
Pétery Károly (Mezőtúr, Külső-Szolnok vármegye, 1819. február 6. – Pusztapó, Jász-Nagykun-Szolnok vármegye, 1877. október 21.) író, ügyvéd, földbirtokos és országgyűlési képviselő.

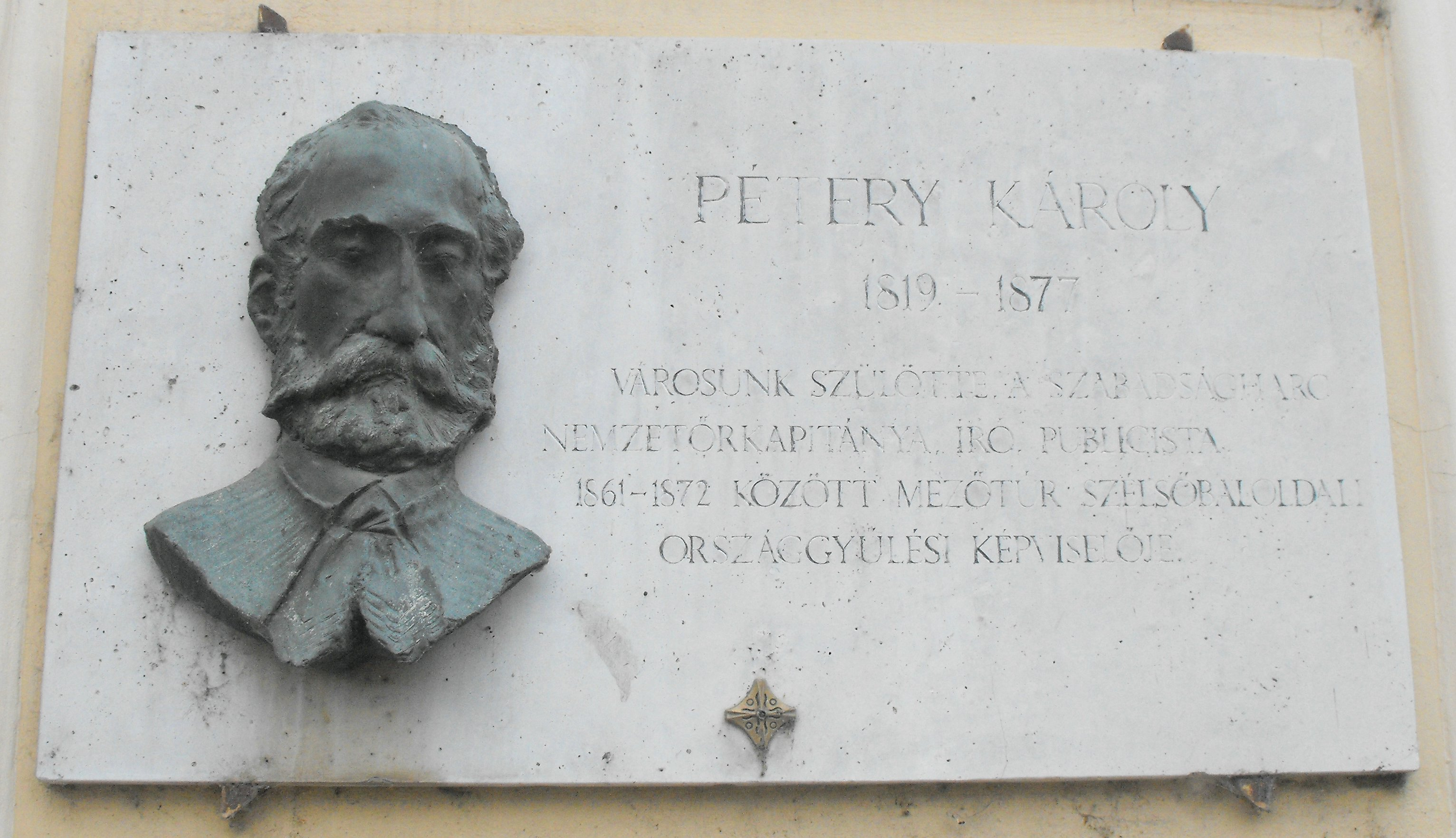
Emléktáblája Mezőtúron

## Élete
Édesapja Pétery András megyei táblabíró, édesanyja Mészáros Zsuzsánna volt. Iskoláit szülőhelyén kezdette, majd Debrecenben a református kollégiumban folytatta és Pesten végezte be. 1848-ban nemzetőri kapitány volt, 1849 után birtokán gazdálkodott és nyelveket tanult. Könyvtárát a világirodalom legjelesebb műveiből állította össze. 1861-ben kezdődött nyilvános politikai szereplése, mikor szülőhelyén képviselővé választották és ezen kerületet szélső baloldali programmal 1872-ig képviselte; Ghyczy Kálmánnak bizalmas embere, Madách Imrének barátja volt. Ekkor lemondott képviselői állásáról. Sírja megkoszorúzásánál (1884-ben) Orbán Balázs báró tartott emlékbeszédet.

## Irodalmi munkássága
Szépirodalmi dolgozataival az Athenaeumban és Honderűben (Szarvaskő, Magócsy Mária, Halál szerelemért, A nászkoszorú, Omodevár), tűnt fel beszélyeivel Péter Károly névvel (ekkor Mazeppa c. beszélyét Bajza versenyképesnek ítélte Byron hasonló c. beszélyével); a Magyar Hirlapban (1850. 75-91. sz. Anjoui Mária, regényes korrajz); a Gazdasági lapokban (1859-60. Szolnokmegyei lovas- és gazdasági egylet); politikai hírlapírói működését csak 1867 után kezdte meg, ettől fogva az Ellenőr, Magyar Ujság, Szombati Lapok, Baloldal és legutóbb az Egyetértésben (1877. 5. sz. Deák Ferencz egy naplókivonata) keltett feltűnést cikkeivel; kevesen tudták, hogy a hatalmas tollú «Névtelen» alatt Pétery rejlik.

## Művei
- A jezsuiták. Bpest, 1873. (Ism. Hon 125. sz.)
- Az utolsó Bebek. Történeti regény. Uo. 1877. Három kötet.
- Csendes napokból. Regény. Mező-Túr, 1883. (Hátrahagyott munkája. Ism. Koszorú).

Kéziratban teljesen befejezett regényei: Honvéd, Halotti koszorú, A királyné apródja, Kőrös parti leány; szinművei: Királyi bosszú, Két Erdődi, Kupa, Csák Máté; a Két szomszédvár cz. nagyobb regénye befejezetlen maradt.